# Världsmästerskapen i konståkning 2012
Världsmästerskapen i konståkning 2012 var en internationell konståkningstävling som ägde rum mellan den 26 mars och 1 april 2012 i Nice, Frankrike. Tävlingen avgjorde vilka som kom att bli världsmästare i herrars och damers singelåkning, paråkning och isdans. 

## Bakgrund
I november 2009 valde International Skating Union (ISU) staden Nice i Frankrike som provisorisk värdort. Tidigt år 2011 nämndes även Montpellier som en potentiell värdort, men i maj 2011 bekräftades Palais des Congrès Acropolis i Nice som värd för evenemanget. Det närliggande Centre Jean Bouin blev träningsrink. Kostnaden för arrangemanget beräknades till 10 miljoner dollar. Tävlingsrinken, träningsrinken och de tävlandes boenden låg inom 50 meter från varandra och även ett bra transportsystem ökade Nices lämplighet som värdort.
Tävlingen avgjorde hur många deltagare varje land skulle komma att kunna skicka till världsmästerskapen 2013.

## Kvalificering
Tävlingen var öppen för konståkare från ISU-medlemsländer och som fyllt 15 år senast den 1 juli 2011, samt att nå minimikravet gällande poäng i de olika tekniska elementen i en tidigare tävling:
| Disciplin | Kortprogram/dans | Fria programmet/dans |
| Herrar    | 20               | 35                   |
| Damer     | 15               | 25                   |
| Par       | 17               | 30                   |
| Isdans    | 17               | 27                   |
| --------- | ---------------- | -------------------- |

Vid det tidigare världsmästerskapet (2011) hade följande länder tagit följande antal deltagarplatser i varje disciplin:
| Platser | Herrar                                         | Damer                                 | Par                           | Dans                |
| ------- | ---------------------------------------------- | ------------------------------------- | ----------------------------- | ------------------- |
| 3       | Japan                                          | Japan Ryssland                        | Tyskland Ryssland             | Kanada Ryssland USA |
| 2       | Kanada Tjeckien Frankrike Spanien Ryssland USA | Finland Georgien Italien Sydkorea USA | Kanada Kina Italien Japan USA | Frankrike Italien   |

## Deltagare
Medlemsnationerna skickade följande åkare:
| Nation                  | Herrar                                         | Damer                                               | Par                                                                                                   | Isdans |
| ----------------------- | ---------------------------------------------- | --------------------------------------------------- | --- | --- |
| Armenien                | Slavik Hajrapetian                             |                                                     | | |
| Australien              | Brendan Kerry                                  | Chantelle Kerry                                     | | Danielle O'Brien / Gregory Merriman                                                                             |
| Österrike               | Viktor Pfeifer                                 | Kerstin Frank                                       | Stina Martini / Severin Kiefer                                                                        | Barbora Silná / Juri Kurakin                                                                                    |
| Azerbajdzjan            |                                                |                                                     | | Julija Zlobina / Aleksej Sitnikov                                                                               |
| Belarus                 | Vitalij Lutjanok                               |                                                     | Ljubov Bakirova / Mikalaj Kamjantjuk                                                                  | Lesija Valadzenkava / Vitalij Vakunov                                                                           |
| Belgien                 | Kevin van der Perren                           | Isabelle Pieman                                     | | |
| Bosnien och Hercegovina | Damjan Ostojič                                 |                                                     | | |
| Brasilien               | Kevin Alves                                    |                                                     | | |
| Bulgarien               | Manol Atanassov                                | Daniela Stojeva                                     | Elizabeta Makarova / Leri Kentjadze                                                                   | Alexandra Tjistiakova / Dimitar Litjev                                                                          |
| Kanada                  | Patrick Chan Kevin Reynolds                    | Amelie Lacoste                                      | Jessica Dube / Sebastien Wolfe Meagan Duhamel / Eric Radford                                          | Kharis Ralph / Asher Hill Tessa Virtue / Scott Moir Kaitlyn Weaver / Andrew Poje                                |
| Kina                    | Song Nan                                       | Zhang Kexin                                         | Pang Qing / Tong Jian Sui Wenjing / Han Cong                                                          | Huang Xintong / Zheng Xun                                                                                       |
| Taiwan                  | Jordan Ju                                      | Melinda Wang                                        | | |
| Tjeckien                | Michal Březina Tomáš Verner                    | Eliška Březinová                                    | | Gabriela Kubová / Dmitri Kiselev                                                                                |
| Nordkorea               |                                                |                                                     | Ji Hyang Ri / Won Hyok Thae                                                                           | |
| Danmark                 | Justus Strid                                   | Karina Johnson                                      | | |
| Estland                 |                                                | Elena Glebova                                       | | Irina Shtork / Taavi Rand                                                                                       |
| Finland                 | Ari-Pekka Nurmenkari                           | Alisa Mikonsaari Juulia Turkkila                    | | Henna Lindholm / Ossi Kanervo                                                                                   |
| Frankrike               | Florent Amodio Brian Joubert                   | Yrétha Silété                                       | Vanessa James / Morgan Ciprès                                                                         | Pernelle Carron / Lloyd Jones Nathalie Péchalat / Fabian Bourzat                                                |
| Georgien                |                                                | Elene Gedevanisjvili                                | | |
| Tyskland                | Peter Liebers                                  | Sarah Hecken                                        | Maylin Hausch / Daniel Wende Aliona Savchenko / Robin Szolkowy Mari Vartmann / Aaron Van Cleave       | Nelli Zhiganshina / Alexander Gazsi                                                                             |
| Storbritannien          | Luke Chilcott                                  | Jenna McCorkell                                     | Stacey Kemp / David King                                                                              | Penny Coomes / Nicholas Buckland                                                                                |
| Grekland                |                                                | Georgia Glastris                                    | | |
| Hongkong                | Harry Hau Yin Lee                              |                                                     | | |
| Ungern                  | Márton Markó                                   | Viktória Pavuk                                      | | Zsuzsanna Nagy / Máté Fejes                                                                                     |
| Indien                  |                                                | Ami Parekh                                          | | |
| Irland                  |                                                | Clara Peters                                        | | |
| Israel                  | Alexei Bychenko                                |                                                     | Danielle Montalbano / Evgeni Krasnopolski                                                             | Ekaterina Bugrov / Vasili Rogov                                                                                 |
| Italien                 | Samuel Contesti                                | Carolina Kostner Valentina Marchei                  | Stefania Berton / Ondřej Hotárek Nicole Della Monica / Matteo Guarise                                 | Lorenza Alessandrini / Simone Vaturi Anna Cappellini / Luca Lanotte                                             |
| Japan                   | Yuzuru Hanyu Takahiko Kozuka Daisuke Takahashi | Mao Asada Kanako Murakami Akiko Suzuki              | Narumi Takahashi / Mervin Tran                                                                        | Cathy Reed / Chris Reed                                                                                         |
| Kazakstan               | Denis Ten                                      |                                                     | | Cortney Mansour / Daryn Zjunussov                                                                               |
| Lettland                |                                                | Alina Fjodorova                                     | | Ksenia Pecherkina / Aleksandrs Jakushin                                                                         |
| Litauen                 | Saulius Ambrulevičius                          | Inga Janulevičiūtė                                  | | Isabella Tobias / Deividas Stagniūnas                                                                           |
| Luxemburg               |                                                | Fleur Maxwell                                       | | |
| Mexiko                  |                                                | Reyna Hamui                                         | | Corenne Bruhns / Ryan Van Natten                                                                                |
| Monaco                  | Kim Lucine                                     |                                                     | | |
| Norge                   |                                                | Anine Rabe                                          | | |
| Filippinerna            | Christopher Caluza                             | Zhaira Costiniano                                   | | |
| Polen                   | Maciej Cieplucha                               |                                                     | | Alexandra Zvorygina / Maciej Bernadowski                                                                        |
| Puerto Rico             |                                                | Victoria Muniz                                      | | |
| Rumänien                | Zoltán Kelemen                                 | Sabina Măriuţă                                      | | |
| Ryssland                | Artur Gatjinskij Sergej Voronov                | Polina Korobeynikova Alena Leonova Ksenija Makarova | Vera Bazarova / Jurij Larionov Yuko Kavaguti / Aleksander Smirnov Tatjana Volosozjar / Maksim Trankov | Jekaterina Bobrova / Dmitrij Solovijev Jelena Ilinych / Nikita Katsalapov Jekaterina Riazanova / Ilia Tkatjenko |
| Serbien                 |                                                | Marina Seeh                                         | | |
| Slovakien               | Taras Rajec                                    | Alexandra Kunova                                    | | Federica Testa / Lukas Csolley                                                                                  |
| Slovenien               |                                                | Dasa Grm                                            | | |
| Sydafrika               |                                                | Lejeanne Marais                                     | | |
| Sydkorea                | Kim Min-Seok                                   | Kwak Min-Jeong Suhr Chae-Yeon                       | | |
| Spanien                 | Javier Fernández Javier Raya                   | Sonia Lafuente                                      | | Sara Hurtado / Adrià Díaz                                                                                       |
| Sverige                 | Alexander Majorov                              | Viktoria Helgesson                                  | | |
| Schweiz                 | Laurent Alvarez                                | Romy Buhler                                         | Anais Morand / Timothy Leemann                                                                        | Ramona Elsener / Florian Roost                                                                                  |
| Thailand                |                                                | Mimi Tanasorn Chindasook                            | | |
| Turkiet                 | Ali Demirboga                                  | Sila Saygi                                          | | Alisa Agafonova / Alper Ucar                                                                                    |
| Ukraina                 | Dmitrij Ignatenko                              | Natalija Popova                                     | | Siobhan Heekin-Canedy / Dmitrij Dun                                                                             |
| USA                     | Jeremy Abbott Adam Rippon                      | Alissa Czisny Ashley Wagner                         | Caydee Denney / John Coughlin Mary Beth Marley / Rockne Brubaker                                      | Meryl Davis / Charlie White Madison Hubbell / Zachary Donohue Maia Shibutani / Alex Shibutani                   |
| Uzbekistan              | Misja Ge                                       |                                                     | | Anna Nagornjuk / Viktor Kovalenko                                                                               |

Vissa deltagare behövde delta i en inledande runda medan andra fick börja direkt i kortprogrammet, varefter antalet deltagare reducerades ännu en gång.
Kiira Korpi skulle ursprungligen ha tävlat för Finland, men meddelade att hon avbröt sin medverkan den 16 mars 2012 på grund av höftskada. Alisa Mikonsaari valdes som hennes ersättare i tävlingen.

## Kalender
Centraleuropeisk tid):
- Måndag 26 mars
  - 14:30–16:45 – Inledande rundan: Par
  - 17:15–21:15 – Inledande rundan: Dans

- Tisdag 27 mars
  - 10:30–16:00 – Inledande rundan: Damer
  - 17:00–22:15 – Inledande rundan: Herrar

- Onsdag 28 mars
  - 13:00–16:20 – Par kortprogram
  - 18:40–22:30 – Dans kortprogram

- Torsdag 29 mars
  - 12:30–16:55 – Damernas kortprogram
  - 19:00–22:20 – Fridans

- Fredag 30 mars
  - 12:30–16:55 – Herrarnas kortprogram
  - 19:30–22:25 – Par friprogram

- Lördag 31 mars
  - 12:55–17:00 – Herrarnas friprogram
  - 18:30–22:25 – Damernas friprogram

- Söndag 1 april
  - 14:15–16:45 – Uppvisning

## Resultat

### Herrar
27 åkare deltog i herrarnas inledande runda och topp tolv - ledd av Song Nan, Sergej Voronov och Maciej Cieplucha - gick vidare till kortprogrammet. Patrick Chan, Michal Brezina, och Daisuke Takahashi var topp tre efter kortprogrammet. 
Chan vann sin andra VM-titel, Takashi vann silver och Yuzuru Hanyu vann brons i sin VM-debut. 
| Plats                                | Namn                  | Nation                  | Totalpoäng | PR | PR     | Kortprogram | Kortprogram | Friåkning | Friåkning |
| ------------------------------------ | --------------------- | ----------------------- | ---------- | -- | ------ | ----------- | ----------- | --------- | --------- |
| 1                                    | Patrick Chan          | Kanada                  | 266.11     |    |        | 1           | 89.41       | 1         | 176.70    |
| 2                                    | Daisuke Takahashi     | Japan                   | 259.66     |    |        | 3           | 85.72       | 3         | 173.94    |
| 3                                    | Yuzuru Hanyu          | Japan                   | 251.06     |    |        | 7           | 77.07       | 2         | 173.99    |
| 4                                    | Brian Joubert         | Frankrike               | 244.58     |    |        | 4           | 83.47       | 5         | 161.11    |
| 5                                    | Florent Amodio        | Frankrike               | 243.03     |    |        | 6           | 79.96       | 4         | 163.07    |
| 6                                    | Michal Březina        | Tjeckien                | 239.55     |    |        | 2           | 87.67       | 7         | 151.88    |
| 7                                    | Denis Ten             | Kazakstan               | 229.70     |    |        | 8           | 76.00       | 6         | 153.70    |
| 8                                    | Jeremy Abbott         | USA                     | 226.19     |    |        | 9           | 74.85       | 8         | 151.34    |
| 9                                    | Javier Fernández      | Spanien                 | 225.87     |    |        | 5           | 81.87       | 14        | 144.00    |
| 10                                   | Samuel Contesti       | Italien                 | 224.89     |    |        | 11          | 73.55       | 9         | 151.34    |
| 11                                   | Takahiko Kozuka       | Japan                   | 218.63     |    |        | 13          | 71.78       | 11        | 146.85    |
| 12                                   | Kevin Reynolds        | Kanada                  | 217.20     |    |        | 12          | 72.95       | 13        | 144.25    |
| 13                                   | Adam Rippon           | USA                     | 216.63     |    |        | 10          | 73.55       | 16        | 143.08    |
| 14                                   | Song Nan              | Kina                    | 216.33     | 1  | 130.75 | 15          | 69.58       | 12        | 146.75    |
| 15                                   | Kevin van der Perren  | Belgien                 | 214.04     |    |        | 18          | 66.38       | 10        | 147.66    |
| 16                                   | Tomáš Verner          | Tjeckien                | 210.66     |    |        | 14          | 70.38       | 17        | 140.28    |
| 17                                   | Sergej Voronov        | Ryssland                | 210.04     | 2  | 128.47 | 17          | 66.81       | 15        | 143.23    |
| 18                                   | Artur Gatjinski       | Ryssland                | 205.06     |    |        | 16          | 68.50       | 18        | 136.56    |
| 19                                   | Misja Ge              | Uzbekistan              | 186.41     | 4  | 124.41 | 19          | 65.29       | 23        | 121.12    |
| 20                                   | Peter Liebers         | Tyskland                | 184.13     |    |        | 23          | 58.21       | 19        | 125.92    |
| 21                                   | Christopher Caluza    | Filippinerna            | 184.10     | 8  | 112.08 | 20          | 61.87       | 20        | 122.23    |
| 22                                   | Viktor Pfeifer        | Australien              | 182.54     | 6  | 120.48 | 21          | 60.61       | 21        | 121.93    |
| 23                                   | Kim Lucine            | Monaco                  | 181.37     | 5  | 122.58 | 22          | 59.93       | 22        | 121.44    |
| 24                                   | Javier Raya           | Spanien                 | 167.48     | 9  | 111.66 | 24          | 57.22       | 24        | 110.26    |
| Gick inte vidare till friåkningen    |                       |                         |            |    |        |             |             |           |           |
| 25                                   | Maciej Cieplucha      | Polen                   |            | 3  | 126.50 | 25          | 57.18       |           |           |
| 26                                   | Alexander Majorov     | Sverige                 |            | 7  | 115.78 | 26          | 56.57       |           |           |
| 27                                   | Kim Min-Seok          | Sydkorea                |            | 11 | 110.24 | 27          | 55.41       |           |           |
| 28                                   | Dmitri Ignatenko      | Ukraina                 |            |    |        | 28          | 52.93       |           |           |
| 29                                   | Alexej Bytjenko       | Israel                  |            | 12 | 108.51 | 29          | 52.76       |           |           |
| 30                                   | Justus Strid          | Danmark                 |            | 10 | 110.45 | 30          | 50.55       |           |           |
| Gick inte vidare till kortprogrammet |                       |                         |            |    |        |             |             |           |           |
| 31                                   | Ari-Pekka Nurmenkari  | Finland                 |            | 13 | 100.16 |             |             |           |           |
| 32                                   | Zoltán Kelemen        | Rumänien                |            | 14 | 97.75  |             |             |           |           |
| 33                                   | Brendan Kerry         | Australien              |            | 15 | 95.40  |             |             |           |           |
| 34                                   | Laurent Alvarez       | Schweiz                 |            | 16 | 93.24  |             |             |           |           |
| 35                                   | Damjan Ostojič        | Bosnien och Hercegovina |            | 17 | 93.11  |             |             |           |           |
| 36                                   | Slavik Hajrapetian    | Armenien                |            | 18 | 92.84  |             |             |           |           |
| 37                                   | Luke Chilcott         | Storbritannien          |            | 19 | 91.92  |             |             |           |           |
| 38                                   | Jordan Ju             | Taiwan                  |            | 20 | 89.56  |             |             |           |           |
| 39                                   | Márton Markó          | Ungern                  |            | 21 | 86.08  |             |             |           |           |
| 40                                   | Ali Demirboga         | Turkiet                 |            | 22 | 84.34  |             |             |           |           |
| 41                                   | Vitalij Lutjanok      | Belarus                 |            | 23 | 83.97  |             |             |           |           |
| 42                                   | Saulius Ambrulevičius | Litauen                 |            | 24 | 82.40  |             |             |           |           |
| 43                                   | Taras Rajec           | Slovakien               |            | 25 | 81.81  |             |             |           |           |
| 44                                   | Manol Atanassov       | Bulgarien               |            | 26 | 79.14  |             |             |           |           |
| 45                                   | Harry Hau Yin Lee     | Hongkong                |            | 27 | 66.56  |             |             |           |           |
| —                                    | Kevin Alves           | Brasilien               |            |    |        |             |             |           |           |

### Damer
33 åkare tävlade i damernas inledande runda och leddes av Jenna McCorkell, Jelena Glebova och Sonia Lafuente som gick vidare till kortprogrammet. Topp tre i kortprogrammet var Alena Leonova, Kanako Murakami, och Carolina Kostner. Kostner slutade etta i friåkningen, före Akiko Suzuki och Ashley Wagner.
Kostner blev Italiens första damvärldsmästare, ryskan Alena Leonova vann silvret och tog Rysslands första pallplats sedan 2005, medan Akiko Suzuki vann bronset. 
| Plats                                | Namn                     | Nation         | Totalpoäng | PR | PR    | Kortprogram | Kortprogram | Friåkning | Friåkning |
| ------------------------------------ | ------------------------ | -------------- | ---------- | -- | ----- | ----------- | ----------- | --------- | --------- |
| 1                                    | Carolina Kostner         | Italien        | 189.94     |    |       | 3           | 61.00       | 1         | 128.94    |
| 2                                    | Alena Leonova            | Ryssland       | 184.28     |    |       | 1           | 64.61       | 4         | 119.67    |
| 3                                    | Akiko Suzuki             | Japan          | 180.68     |    |       | 5           | 59.38       | 2         | 121.30    |
| 4                                    | Ashley Wagner            | USA            | 176.77     |    |       | 8           | 56.42       | 3         | 120.35    |
| 5                                    | Kanako Murakami          | Japan          | 175.41     |    |       | 2           | 62.67       | 5         | 112.74    |
| 6                                    | Mao Asada                | Japan          | 164.52     |    |       | 4           | 59.49       | 6         | 105.03    |
| 7                                    | Zhang Kexin              | Kina           | 157.57     |    |       | 9           | 55.00       | 7         | 102.57    |
| 8                                    | Valentina Marchei        | Italien        | 150.10     | 4  | 88.92 | 11          | 52.14       | 9         | 97.96     |
| 9                                    | Ksenija Makarova         | Ryssland       | 149.48     |    |       | 6           | 58.51       | 14        | 90.97     |
| 10                                   | Elene Gedevanisjvili     | Georgien       | 149.20     |    |       | 7           | 58.49       | 15        | 90.71     |
| 11                                   | Viktoria Helgesson       | Sverige        | 148.54     |    |       | 10          | 54.19       | 11        | 94.35     |
| 12                                   | Yrétha Silété            | Frankrike      | 148.18     |    |       | 15          | 48.42       | 8         | 99.76     |
| 13                                   | Elena Glebova            | Estland        | 144.28     | 2  | 92.52 | 14          | 49.04       | 10        | 95.24     |
| 14                                   | Jenna McCorkell          | Storbritannien | 143.84     | 1  | 95.63 | 12          | 50.42       | 12        | 93.42     |
| 15                                   | Sonia Lafuente           | Spanien        | 140.24     | 3  | 91.84 | 18          | 47.36       | 13        | 92.88     |
| 16                                   | Amélie Lacoste           | Kanada         | 138.60     |    |       | 13          | 49.37       | 17        | 89.23     |
| 17                                   | Natalija Popova          | Ukraina        | 136.36     | 8  | 77.57 | 20          | 46.60       | 16        | 89.76     |
| 18                                   | Juulia Turkkila          | Finland        | 135.56     |    |       | 17          | 47.75       | 18        | 87.81     |
| 19                                   | Polina Korobejnikova     | Ryssland       | 129.98     | 7  | 81.70 | 19          | 46.71       | 19        | 83.27     |
| 20                                   | Sarah Hecken             | Tyskland       | 129.20     |    |       | 21          | 46.39       | 20        | 82.81     |
| 21                                   | Kerstin Frank            | Österrike      | 126.17     | 5  | 85.09 | 22          | 45.80       | 21        | 80.37     |
| 22                                   | Alissa Czisny            | USA            | 124.11     |    |       | 16          | 48.31       | 22        | 75.80     |
| 23                                   | Romy Bühler              | Schweiz        | 116.21     | 6  | 81.74 | 24          | 44.02       | 23        | 72.19     |
| 24                                   | Alisa Mikonsaari         | Finland        | 110.40     |    |       | 23          | 44.16       | 24        | 66.24     |
| Gick inte vidare till friåkningen    |                          |                |            |    |       |             |             |           |           |
| 25                                   | Victoria Muniz           | Puerto Rico    |            | 9  | 75.06 | 25          | 43.27       |           |           |
| 26                                   | Isabelle Pieman          | Belgien        |            |    |       | 26          | 38.45       |           |           |
| 27                                   | Alīna Fjodorova          | Lettland       |            | 10 | 73.64 | 27          | 38.06       |           |           |
| 28                                   | Kwak Min-Jeong           | Sydkorea       |            |    |       | 28          | 36.91       |           |           |
| 29                                   | Clara Peters             | Irland         |            | 11 | 73.36 | 29          | 34.03       |           |           |
| 30                                   | Lejeanne Marais          | Sydafrika      |            | 12 | 70.50 | 30          | 32.22       |           |           |
| Gick inte vidare till kortprogrammet |                          |                |            |    |       |             |             |           |           |
| 31                                   | Melinda Wang             | Taiwan         |            | 13 | 70.43 |             |             |           |           |
| 32                                   | Reyna Hamui              | Mexiko         |            | 14 | 69.84 |             |             |           |           |
| 33                                   | Sıla Saygı               | Turkiet        |            | 15 | 68.85 |             |             |           |           |
| 34                                   | Inga Januleviciute       | Litauen        |            | 16 | 68.51 |             |             |           |           |
| 35                                   | Karina Johnson           | Danmark        |            | 17 | 68.46 |             |             |           |           |
| 36                                   | Mimi Tanasorn Chindasook | Thailand       |            | 18 | 67.62 |             |             |           |           |
| 37                                   | Fleur Maxwell            | Luxemburg      |            | 19 | 67.44 |             |             |           |           |
| 38                                   | Suhr Chae-Yeon           | Sydkorea       |            | 20 | 67.17 |             |             |           |           |
| 39                                   | Daša Grm                 | Slovenien      |            | 21 | 66.45 |             |             |           |           |
| 40                                   | Chantelle Kerry          | Australien     |            | 22 | 65.48 |             |             |           |           |
| 41                                   | Eliška Březinová         | Tjeckien       |            | 23 | 65.47 |             |             |           |           |
| 42                                   | Anine Rabe               | Norge          |            | 24 | 64.92 |             |             |           |           |
| 43                                   | Sabina Măriuţă           | Rumänien       |            | 25 | 64.52 |             |             |           |           |
| 44                                   | Alexandra Kunova         | Slovakien      |            | 26 | 61.09 |             |             |           |           |
| 45                                   | Georgia Glastris         | Grekland       |            | 27 | 60.49 |             |             |           |           |
| 46                                   | Ami Parekh               | Indien         |            | 28 | 58.06 |             |             |           |           |
| 47                                   | Zhaira Costiniano        | Filippinerna   |            | 29 | 56.46 |             |             |           |           |
| 48                                   | Daniela Stojeva          | Bulgarien      |            | 30 | 56.38 |             |             |           |           |
| 49                                   | Marina Seeh              | Serbien        |            | 31 | 52.65 |             |             |           |           |
| 50                                   | Mirna Librić             | Kroatien       |            | 32 | 52.16 |             |             |           |           |
| 51                                   | Viktória Pavuk           | Ungern         |            | 33 | 51.43 |             |             |           |           |

### Par
Elva par deltog i den inledande rundan. Den leddes av Sui Wenjing / Han Cong, Vanessa James / Morgan Cipres, och Mari Vartmann / Aaron Van Cleave, som tog sig vidare till kortprogrammet. 
Till slut stod 	Aljona Savtjenko / Robin Szolkowy som segrare, före Tatjana Volosozjar / Maksim Trankov och Narumi Takahashi / Mervin Tran.
| Plats                                | Namn                                      | Nation         | Totalpoäng | PR | PR     | Kortprogram | Kortprogram | Friåkning | Friåkning |
| ------------------------------------ | ----------------------------------------- | -------------- | ---------- | -- | ------ | ----------- | ----------- | --------- | --------- |
| 1                                    | Aljona Savtjenko / Robin Szolkowy         | Tyskland       | 201.49     |    |        | 1           | 68.63       | 2         | 132.86    |
| 2                                    | Tatjana Volosozjar / Maksim Trankov       | Ryssland       | 201.38     |    |        | 8           | 60.48       | 1         | 140.90    |
| 3                                    | Narumi Takahashi / Mervin Tran            | Japan          | 189.69     |    |        | 3           | 65.37       | 3         | 124.32    |
| 4                                    | Pang Qing / Tong Jian                     | Kina           | 186.05     |    |        | 2           | 67.10       | 6         | 118.95    |
| 5                                    | Meagan Duhamel / Eric Radford             | Kanada         | 185.41     |    |        | 5           | 63.69       | 5         | 121.72    |
| 6                                    | Vera Bazarova / Jurij Larionov            | Ryssland       | 183.68     |    |        | 4           | 65.02       | 7         | 118.66    |
| 7                                    | Yuko Kavaguti / Aleksander Smirnov        | Ryssland       | 182.42     |    |        | 11          | 59.59       | 4         | 122.83    |
| 8                                    | Caydee Denney / John Coughlin             | USA            | 180.37     |    |        | 7           | 62.48       | 8         | 117.89    |
| 9                                    | Sui Wenjing / Han Cong                    | Kina           | 179.44     | 1  | 116.57 | 6           | 63.27       | 9         | 116.17    |
| 10                                   | Mary Beth Marley / Rockne Brubaker        | USA            | 170.90     |    |        | 10          | 59.62       | 10        | 111.28    |
| 11                                   | Stefania Berton / Ondřej Hotárek          | Italien        | 168.16     |    |        | 9           | 60.39       | 11        | 107.77    |
| 12                                   | Jessica Dubé / Sébastien Wolfe            | Kanada         | 156.36     |    |        | 12          | 55.83       | 12        | 100.53    |
| 13                                   | Maylin Hausch / Daniel Wende              | Tyskland       | 145.80     |    |        | 15          | 48.48       | 13        | 97.32     |
| 14                                   | Mari Vartmann / Aaron van Cleave          | Tyskland       | 143.29     | 3  | 90.48  | 16          | 47.91       | 14        | 95.38     |
| 15                                   | Nicole Della Monica / Matteo Guarise      | Italien        | 137.31     | 7  | 77.40  | 14          | 49.07       | 15        | 88.24     |
| 16                                   | Vanessa James / Morgan Ciprès             | Frankrike      | 130.70     | 2  | 96.48  | 13          | 50.51       | 16        | 80.19     |
| Gick inte vidare till friåkningen    |                                           |                |            |    |        |             |             |           |           |
| 17                                   | Danielle Montalbano / Evgeni Krasnopolski | Israel         |            | 5  | 84.71  | 17          | 44.69       |           |           |
| 18                                   | Anaïs Morand / Timothy Leemann            | Schweiz        |            | 8  | 73.19  | 18          | 44.59       |           |           |
| 19                                   | Stacey Kemp / David King                  | Storbritannien |            | 4  | 89.30  | 19          | 39.33       |           |           |
| 20                                   | Ji-Hyang Ri / Won-Hyok Thae               | Nordkorea      |            | 6  | 84.28  | 20          | 36.23       |           |           |
| Gick inte vidare till kortprogrammet |                                           |                |            |    |        |             |             |           |           |
| 21                                   | Ljubov Bakirova / Mikalaj Kamiantjuk      | Belarus        |            | 9  | 71.58  |             |             |           |           |
| 22                                   | Stina Martini / Severin Kiefer            | Australien     |            | 10 | 64.72  |             |             |           |           |
| 23                                   | Elizabeta Makarova / Leri Kentjadze       | Bulgarien      |            | 11 | 55.13  |             |             |           |           |

### Isdans
23 par tävlade i den inledande rundan som leddes av Jelena Ilinych / Nikita Katsalapov, Huang Xintong / Zheng Xun, och Irina Shtork / Taavi Rand som tog sig vidare till kortprogrammet. 
Efter friåkningen stod 	Tessa Virtue / Scott Moir som segrare, före Meryl Davis / Charlie White och Nathalie Péchalat / Fabian Bourzat.
| Plats                                | Namn                                     | Nation         | Totalpoäng | PR | PR    | Kortprogram | Kortprogram | Friåkning | Friåkning |
| ------------------------------------ | ---------------------------------------- | -------------- | ---------- | -- | ----- | ----------- | ----------- | --------- | --------- |
| 1                                    | Tessa Virtue / Scott Moir                | Kanada         | 182.65     |    |       | 1           | 72.31       | 1         | 110.34    |
| 2                                    | Meryl Davis / Charlie White              | USA            | 178.62     |    |       | 2           | 70.98       | 2         | 107.64    |
| 3                                    | Nathalie Péchalat / Fabian Bourzat       | Frankrike      | 173.18     |    |       | 3           | 69.13       | 3         | 104.05    |
| 4                                    | Kaitlyn Weaver / Andrew Poje             | Kanada         | 166.65     |    |       | 4           | 66.47       | 4         | 100.18    |
| 5                                    | Jelena Ilinych / Nikita Katsalapov       | Ryssland       | 161.00     | 1  | 92.40 | 5           | 65.34       | 5         | 95.66     |
| 6                                    | Anna Cappellini / Luca Lanotte           | Italien        | 160.62     |    |       | 6           | 65.11       | 6         | 95.51     |
| 7                                    | Jekaterina Bobrova / Dmitrij Solovijev   | Ryssland       | 150.75     |    |       | 9           | 58.29       | 7         | 92.46     |
| 8                                    | Maia Shibutani / Alex Shibutani          | USA            | 144.72     |    |       | 7           | 62.35       | 11        | 82.37     |
| 9                                    | Jekaterina Riazanova / Ilija Tkatjenko   | Ryssland       | 144.43     |    |       | 10          | 58.19       | 8         | 86.24     |
| 10                                   | Madison Hubbell / Zachary Donohue        | USA            | 143.95     |    |       | 8           | 59.56       | 10        | 84.39     |
| 11                                   | Nelli Zhiganshina / Alexander Gazsi      | Tyskland       | 141.36     |    |       | 11          | 56.29       | 9         | 85.07     |
| 12                                   | Huang Xintong / Zheng Xun                | Kina           | 130.27     | 2  | 79.69 | 13          | 51.35       | 13        | 78.92     |
| 13                                   | Kharis Ralph / Asher Hill                | Kanada         | 129.55     |    |       | 15          | 50.75       | 14        | 78.80     |
| 14                                   | Penny Coomes / Nicholas Buckland         | Storbritannien | 129.31     | 4  | 79.09 | 12          | 54.35       | 17        | 74.96     |
| 15                                   | Siobhan Heekin-Canedy / Dmitri Dun       | Ukraina        | 128.75     |    |       | 17          | 48.70       | 12        | 80.05     |
| 16                                   | Lorenza Alessandrini / Simone Vaturi     | Italien        | 126.89     | 7  | 73.96 | 14          | 51.18       | 16        | 75.71     |
| 17                                   | Julija Zlobina / Aleksei Sitnikov        | Azerbajdzjan   | 126.57     | 5  | 77.80 | 19          | 48.15       | 15        | 78.42     |
| 18                                   | Isabella Tobias / Deividas Stagniūnas    | Litauen        | 124.07     |    |       | 16          | 50.22       | 19        | 73.85     |
| 19                                   | Sara Hurtado / Adrià Díaz                | Spanien        | 123.12     | 6  | 76.26 | 18          | 48.68       | 18        | 74.44     |
| 20                                   | Danielle O'Brien / Gregory Merriman      | Australien     | 112.23     | 8  | 71.37 | 20          | 47.92       | 20        | 64.31     |
| Gick inte vidare till fridansen      |                                          |                |            |    |       |             |             |           |           |
| 21                                   | Pernelle Carron / Lloyd Jones            | Frankrike      |            |    |       | 21          | 47.75       |           |           |
| 22                                   | Irina Shtork / Taavi Rand                | Estland        |            | 3  | 79.17 | 22          | 47.24       |           |           |
| 23                                   | Zsuzsanna Nagy / Máté Fejes              | Ungern         |            | 10 | 70.84 | 23          | 45.70       |           |           |
| 24                                   | Cathy Reed / Chris Reed                  | Japan          |            |    |       | 24          | 44.19       |           |           |
| 25                                   | Anna Nagornjuk / Viktor Kovalenko        | Uzbekistan     |            | 9  | 70.88 | 25          | 44.08       |           |           |
| Gick inte vidare till kortprogrammet |                                          |                |            |    |       |             |             |           |           |
| 26                                   | Gabriela Kubová / Dmitri Kiselev         | Tjeckien       |            | 11 | 70.39 |             |             |           |           |
| 27                                   | Federica Testa / Lukáš Csölley           | Slovakien      |            | 12 | 68.42 |             |             |           |           |
| 28                                   | Henna Lindholm / Ossi Kanervo            | Finland        |            | 13 | 68.42 |             |             |           |           |
| 29                                   | Alexandra Zvorigina / Maciej Bernadowski | Polen          |            | 14 | 68.29 |             |             |           |           |
| 30                                   | Ramona Elsener / Florian Roost           | Schweiz        |            | 15 | 66.29 |             |             |           |           |
| 31                                   | Alisa Agafonova / Alper Uçar             | Turkiet        |            | 16 | 64.61 |             |             |           |           |
| 32                                   | Ksenia Pecherkina / Aleksandrs Jakushin  | Lettland       |            | 17 | 62.15 |             |             |           |           |
| 33                                   | Corenne Bruhns / Ryan Van Natten         | Mexiko         |            | 18 | 61.11 |             |             |           |           |
| 34                                   | Ekaterina Bugrov / Vasili Rogov          | Israel         |            | 19 | 60.81 |             |             |           |           |
| 35                                   | Cortney Mansour / Daryn Zjunussov        | Kazakstan      |            | 20 | 58.92 |             |             |           |           |
| 36                                   | Barbora Silná / Juri Kurakin             | Australien     |            | 21 | 57.78 |             |             |           |           |
| 37                                   | Alexandra Tjistiakova / Dimitar Litjev   | Bulgarien      |            | 22 | 55.22 |             |             |           |           |
| 38                                   | Lesija Valadzenkava / Vitalij Vakunov    | Belarus        |            | 23 | 53.00 |             |             |           |           |

## Medaljer

### Medaljer per nation
Tabell för medaljutdelningen
| Pl. | Nation    | Guld | Silver | Brons | Totalt |
| --- | --------- | ---- | ------ | ----- | ------ |
| 1   | Kanada    | 2    | 0      | 0     | 2      |
| 2   | Tyskland  | 1    | 0      | 0     | 1      |
| 2   | Italien   | 1    | 0      | 0     | 1      |
| 3   | Ryssland  | 0    | 2      | 0     | 2      |
| 4   | Japan     | 0    | 1      | 3     | 4      |
| 5   | USA       | 0    | 1      | 0     | 1      |
| 6   | Frankrike | 0    | 0      | 1     | 1      |

Tabell över medaljer för placering i kortprogrammet
| Pl. | Nation    | Guld | Silver | Brons | Totalt |
| --- | --------- | ---- | ------ | ----- | ------ |
| 1   | Kanada    | 2    | 0      | 0     | 2      |
| 2   | Tyskland  | 1    | 0      | 0     | 1      |
| 2   | Ryssland  | 1    | 0      | 0     | 1      |
| 3   | Japan     | 0    | 1      | 2     | 3      |
| 4   | Kina      | 0    | 1      | 0     | 1      |
| 5   | Tjeckien  | 0    | 1      | 0     | 1      |
| 5   | USA       | 0    | 1      | 0     | 1      |
| 6   | Frankrike | 0    | 0      | 1     | 1      |
| 6   | Italien   | 0    | 0      | 1     | 1      |

Tabell över medaljer för placering i friåkningen
| Pl. | Nation    | Guld | Silver | Brons | Totalt |
| --- | --------- | ---- | ------ | ----- | ------ |
| 1   | Kanada    | 2    | 0      | 0     | 2      |
| 2   | Italien   | 1    | 0      | 0     | 1      |
| 2   | Ryssland  | 1    | 0      | 0     | 1      |
| 3   | Japan     | 0    | 2      | 2     | 4      |
| 4   | USA       | 0    | 1      | 1     | 1      |
| 5   | Tyskland  | 0    | 1      | 0     | 1      |
| 6   | Frankrike | 0    | 0      | 1     | 1      |

### Medaljörer
Totala medaljörer
| Discipline | Guld                              | Silver                              | Brons                              |
| Herrar     | Patrick Chan                      | Daisuke Takahashi                   | Yuzuru Hanyu                       |
| Damer      | Carolina Kostner                  | Alena Leonova                       | Akiko Suzuki                       |
| Par        | Aljona Savtjenko / Robin Szolkowy | Tatjana Volosozjar / Maksim Trankov | Narumi Takahashi / Mervin Tran     |
| Isdans     | Tessa Virtue / Scott Moir         | Meryl Davis / Charlie White         | Nathalie Pechalat / Fabian Bourzat |

Små medaljer för placering i kortprogrammet
| Discipline | Guld                              | Silver                      | Brons                              |
| Herrar     | Patrick Chan                      | Michal Březina              | Daisuke Takahashi                  |
| Damer      | Alena Leonova                     | Kanako Murakami             | Carolina Kostner                   |
| Par        | Aljona Savtjenko / Robin Szolkowy | Pang Qing / Tong Jian       | Narumi Takahashi / Mervin Tran     |
| Isdans     | Tessa Virtue / Scott Moir         | Meryl Davis / Charlie White | Nathalie Pechalat / Fabian Bourzat |

Små medaljer för placering i friåkningen
| Discipline | Guld                                | Silver                            | Brons                              |
| Herrar     | Patrick Chan                        | Yuzuru Hanyu                      | Daisuke Takahashi                  |
| Damer      | Carolina Kostner                    | Akiko Suzuki                      | Ashley Wagner                      |
| Par        | Tatjana Volosozjar / Maksim Trankov | Aljona Savtjenko / Robin Szolkowy | Narumi Takahashi / Mervin Tran     |
| Isdans     | Tessa Virtue / Scott Moir           | Meryl Davis / Charlie White       | Nathalie Pechalat / Fabian Bourzat |

### Fotnoter
1. ↑  ”Decisions of the ISU Council”. International Skating Union. 30 november 2009. Arkiverad från originalet den 12 mars 2012. https://web.archive.org/web/20120312042118/http://www.sportcentric.com/vsite/vcontent/content/news/0%2C10869%2C4844-131973-133281-18885-303508-news-item%2C00.html.
2. ↑  ”Nice, France to host 2012 worlds”. Associated Press. ESPN. 30 november 2011. http://sports.espn.go.com/oly/figureskating/news/story?id=4700238.
3. ↑  Espinasse, Patrice (19 mars 2011). ”Nice, Montpellier : il faut attendre / Nice or Montpellier: No decision yet” (på franska). midilibre.com. http://www.midilibre.com/articles/2011/03/19/SPORT-GENERAL-ML-Nice-Montpellier-il-faut-attendre-1569332.php5.[död länk]
4. ↑  LES CHAMPIONNATS DU MONDE 2012 DE PATINAGE A NICE Arkiverad 22 juli 2011 hämtat från the Wayback Machine.
5. 1 2 3  ISU Communication 1685: Entries ISU Championships 2012 (25 jul 2011) Arkiverad 25 mars 2012 hämtat från the Wayback Machine.
6. 1 2  Peret, Paul (23 augusti 2011). ”2012 Worlds: Will Nice be Nice Again?”. IFS Magazine. Arkiverad från originalet den 11 september 2011. https://web.archive.org/web/20110911235928/http://www.ifsmagazine.com/articles/599-2012-worlds-will-nice-be-nice-again.
7. 1 2  ”Entries and schedule”. International Skating Union. http://www.isuresults.com/events/fsevent00011327.htm.
8. ↑  ”Korpi withdraws from worlds, cites leg problems”. Ice Network. 16 mars 2012. Arkiverad från originalet den 18 februari 2018. https://web.archive.org/web/20180218024354/http://web.icenetwork.com/news/article.jsp?ymd=20120316&content_id=27324982&vkey=ice_news. Läst 17 februari 2018.
9. ↑  Berlot, Jean-Christophe (27 mars 2012). ”McCorkell, Song triumph in ladies, men's prelims”. Ice Network. Arkiverad från originalet den 30 mars 2012. https://web.archive.org/web/20120330115510/http://web.icenetwork.com/news/article.jsp?ymd=20120327&content_id=27672554&vkey=ice_news. Läst 27 mars 2012.
10. ↑  ”ISU World Figure Skating Championships 2012 - Ladies and Men Preliminary Round”. International Skating Union. 27 mars 2012. http://www.isu.org/vsite/vnavsite/page/directory/0,10853,4844-205151-222374-nav-list,00.html?id=1045.[död länk]